# Pápai zsinagóga
A Petőfi utcában álló pápai zsinagóga valaha Veszprém vármegye legnépesebb zsidó közösségének imaháza, Magyarország harmadik legnagyobb zsinagógája volt. A második világháború óta nem használják istentiszteleti célra, elhanyagolt állapotban van, felújításra szorul. 2012 őszén fotókiállítást rendeztek benne a pápai zsidó közösség életéről.

## Története
A zsidók a 17. századtól kezdve telepedtek meg Pápán, első imaházuk egy 1714-es adat szerint a belső várban, a mai Várkastély környékén állt.[forrás?] Már 1743-ban felépült egy templom a Salétrom (ma Batsányi) utcában, bár az izraelita hitközség tulajdonképpen csak 1748-ban alakult meg Esterházy Ferenc gróf védlevele alapján, aki további zsidó családok letelepedését is engedélyezte. Az ekkor még csak néhány tucat fős közösség egy évszázaddal később meghaladta a kétezerhétszáz főt (ez a város lakosságának körülbelül húsz százalékát tette ki), ezért szükség volt egy nagyobb templomra.
1841-ben kijelölték az új zsinagóga helyét egy, a Református Kollégiumhoz (a mai Ókollégiumhoz) közeli telken a Főiskola utcában (Zsidó utcának is nevezték, mert a zsidó lakosság zöme a környéken élt). Az utca északkelet-délnyugati iránya megfelelt a vallási előírásoknak, a templom az utcával párhuzamosan épült, tehát az egyik oldalfala néz az utcára. Az építkezés, melyhez Esterházy Pál gróf is hozzájárult százezer téglával, 1844-ben kezdődött, 1846. szeptember 11-ei átadásakor a zsinagógát a frissen megválasztott Lőw Lipót rabbi magyar nyelvű beszéddel szentelte fel.
A második világháborúban a zsinagóga súlyos károkat szenvedett. 1944. június 1-jén a szomszédos utcákban (az Eötvös, a Rákóczi, a Szent László és a Bástya utcák között) hozták létre a pápai gettót, ahol a város és a környező falvak zsidó lakosait (több, mint két és félezer főt) összezsúfolták, majd június 30. és július 3. között marhavagonokba zsúfolva útnak indították Auschwitz felé. A német csapatok a templomot lóistállónak használták, a padokat pedig felhasogatták tűzifának. A deportált zsidók közül alig néhány százan tértek haza élve, majd később közülük is sokan emigráltak.
A zsinagógát 1945-ben Eisenberg Akiba győri, későbbi bécsi főrabbi és Lőwy Lázár főkántor újjáavatta, de a hitközség megfogyatkozott létszáma miatt az épület a világháború óta javarészt kihasználatlanul áll, illetve bútorraktárnak használták. Felújítása és kulturális hasznosítása az 1980-as évek óta napirenden van, de forráshiány miatt a mai napig nem kezdődött meg. Az utóbbi években az épület – mondhatni romos állapota ellenére – időnként komolyzenei koncerteknek ad helyet. A jelenlegi tulajdonos, a városi önkormányzat az épületet többfunkciós közművelődési intézménnyé kívánja alakítani, az állami támogatás igénylését azonban 2004-ben forráshiányra hivatkozva elutasították. Egy újabb kezdeményezés szerint a 2007-ben megalakult Pápai Zsinagóga Hasznosítása Alapítvány útján teremtik meg a felújítás anyagi feltételeit, amiből az egykori pápai zsidók New Yorkban élő leszármazottai részt vállalnának. A felújított zsinagógában zsidó ünnepek idején vallási szertartásokra kerülhetne sor, egyébként pedig kiállító-, hangverseny- és konferenciateremként, valamint könyvtárként működne. A tervek szerint itt kapna helyet a magyar zsidó emlékház.
2012. július 15‑én a zsinagógában nyílt meg az Elfeledett szomszédok – Családok, sorsok, történetek a pápai zsidóság két évszázadából című kiállítás, mely anyagát Gyekiczki András vezetésével gyűjtötték össze, a kiállítás látványtervét Rajk László készítette. 2019-ben, a zsidóság deportálásának emlékévében, a PÁZSIT civil szervezetnek az önkormányzat felé megfogalmazott kérése volt a kiállítás újranyitása, viszont ez nem történt meg. Az egykor impozáns, hatalmas klasszicista zsinagóga üresen áll, romlik, mállik, állapota egyre aggasztóbb.

## Megjelenése

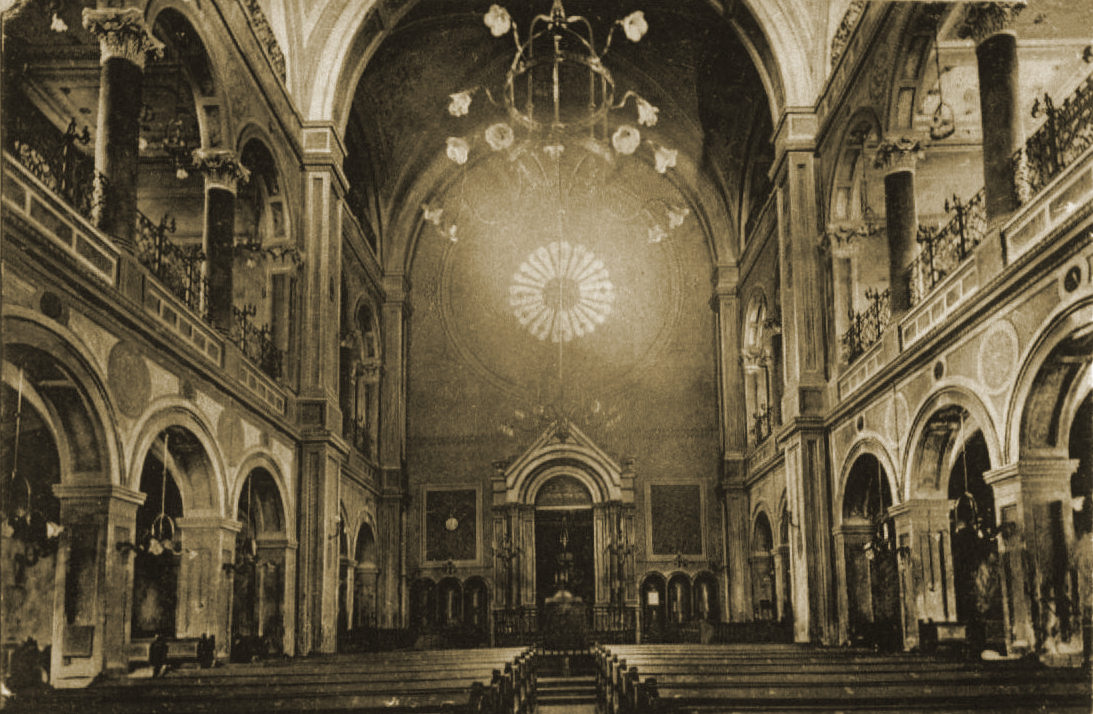
Belülről a világháború előtt…

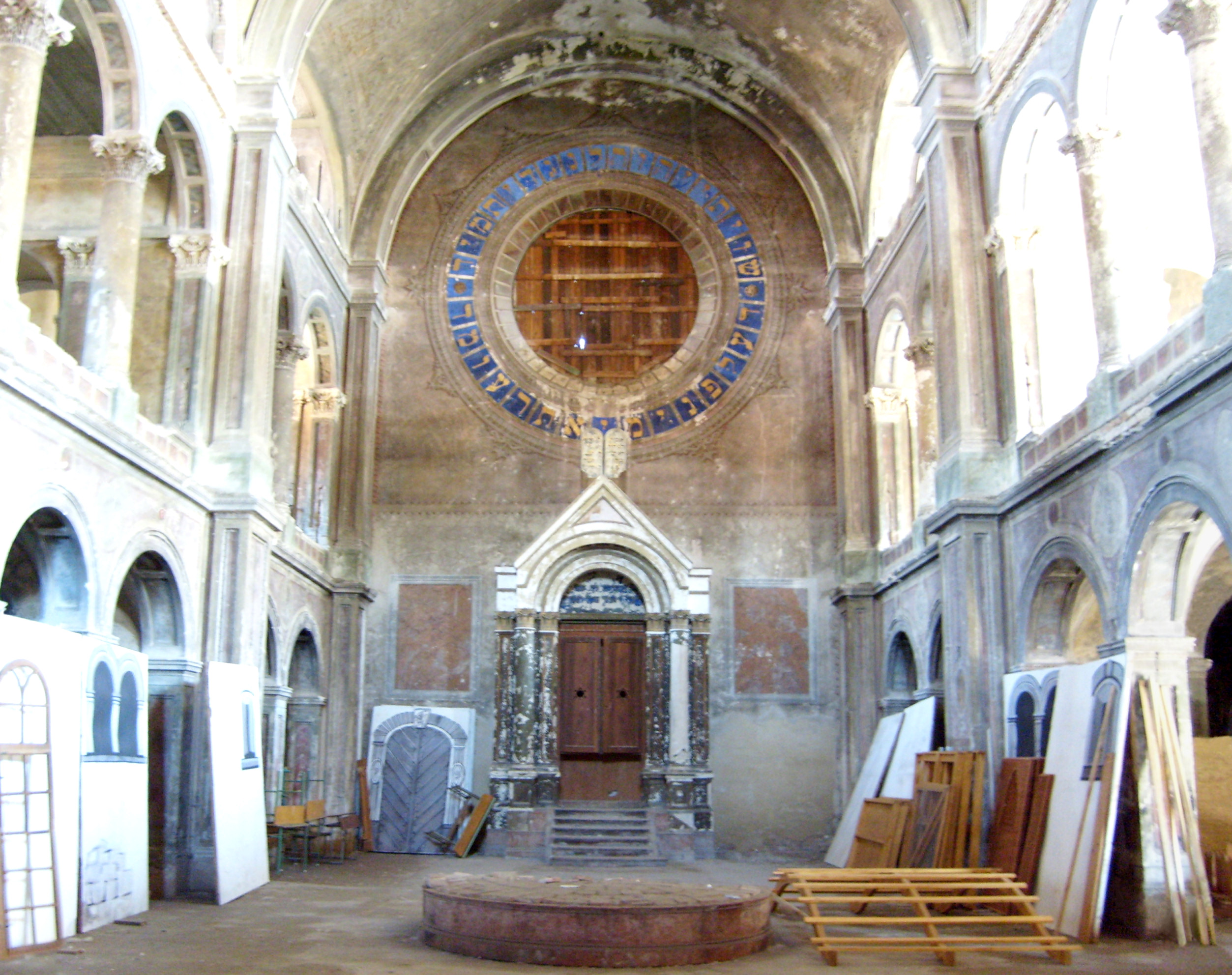
…és ma

A klasszicista stílusban épült zsinagóga rendkívül puritán megjelenésű, impozáns tömbjét csak a két sorban elhelyezett ikerablakok, illetve keleti és nyugati oldalán a két nagyméretű körablak töri meg. A kétemeletes épület kimagaslik a környező földszintes házak közül. Oldalfalainak hossza 21,36 és 31,87 méter, belső területe 398 m², belmagassága 19,6 méter, főhajójának területe 10,20 x 21,23 méter. A földszinten és az alsó karzaton nyolcszáz férfi fért el, a nők helye a második emeleti karzaton volt.
Az épületnek öt kapuja van. A díszes, korinthoszi oszlopok által közrefogott főbejárat nem az utcáról, hanem a nyugati oldalon egy kis udvarból nyílt; ez ma befalazva áll. Timpanonjában egy idézet volt olvasható Mózes második könyvéből, héber nevén a Sömotból: ועשו לי מקדש ושכנתי בתוכם („És készítsenek nékem szent hajlékot, hogy ő közöttök lakozzam”, a 25. rész 8. verse). Ennek a kapunak pontos mása a Petőfi utcai bejárat, felette a Zsoltárok könyvéből vett idézettel: זה השער ליהוה צדיקים יבאו בו („Ez az Úrnak kapuja; igazak mennek be azon”, a 118. rész 20. verse). Mára mindkét felirat leomlott, csak egy részük látható. A Petőfi utcai kapura sárga festékszóróval az RSZA feliratot fújták, ami talán az ismert rabbi, Shlomo Zalman Auerbach nevének rövidítése. Az Erkel utca felőli kapu jóval egyszerűbb kialakítású, felirata nincs. A főbejárattól jobbra és balra egy-egy kisebb ajtó áll, ezeken keresztül lehet feljutni a karzatokra.
A zsinagóga belső terét a kettős oszlopsor három hajóra osztja, a főoszlopokat négy-négy oszlopra támaszkodó árkádsorok kötik össze. A főbejárattal szembeni keleti oldalt leszámítva kétszintes karzat öleli körül: az első emeleti karzatot vaskos, négyszögletes oszlopok, a második emeletit kecses korinthoszi oszlopok tartják, majd a legfelső szintet az egész teret átívelő boltozat zárja le. A zsinagóga építésekor a karzaton második emeletén egy orgonának is helyet hagytak, ez azonban a neológ irányzat háttérbe szorulása miatt végül soha nem került a helyére. A karzatok egykori díszes kovácsoltvas korlátjának mára nyoma veszett. A több évtizednyi elhanyagoltság ellenére a falak klasszicista, illetve a főoszlopokon növényi ornamentikát idéző festése a legtöbb helyen megkopva ugyan, de ma is látható.
Az épület keleti oldalán áll a tóraszekrény, melyben egykor negyven-negyvenöt tóratekercset őriztek; formája az épület vele szemben levő főbejáratát idézi. Timpanonjában aranyozott héber betűs felirat, a Sömot egy verse olvasható: ונועדתי לך שם ודברתי אתך מעל הכפרת („Ott jelenek meg néked, és szólok hozzád a fedél tetejéről” a 25. rész 22. verse). Csúcsát a Tízparancsolat kőtáblái díszítik, kétoldalt voltak a hitközségi elöljárók ülőhelyei. Az almemort (tóraolvasó szónoki emelvényt) az építkezéskor neológ szellemiségű hitközség közvetlenül a tóraszekrény előtt helyezte el, ami később, az ortodox irányzat megerősödésével sok ellenvetésre adott okot (az ortodox előírások szerint az almemor helye a terem közepén van).
A szekrény feletti körablakot két idézet futja körül, fent a Zsoltárok könyve 16. részének 8. verséből: שויתי יהוה לנגדי תמיד („Az Úrra néztem szüntelen”), lent pedig a Talmudból: דע לפני מי אתם עומד („Tudd, hogy ki előtt állsz”, Berakhot 28b). A fő tartóoszlopokon a 19. zsoltár 8. és 9. verséből vett részletek olvashatók: עדות יהוה נאמנה, פקודי יהוה ישרים és מצות יהוה ברה. A két vers magyarul: „Az Úrnak bizonyságtétele biztos, bölcscsé teszi az együgyűt. Az Úrnak rendelései helyesek, megvidámítják a szívet; az Úrnak parancsolata világos, megvilágosítja a szemeket.”
Az ellentétes, főbejárat felőli oldalon láthatók a Chevra Kadisa (zsidó temetkezési és jótékonysági egylet) táblái: két egymás felé forduló, azonos formájú és díszítésű, aranyozott kőtábla a karzatot tartó oszlopokon. A jobb oldali tábla felirata:
| נ' ב' לחברה קדושה |  | A Chevra Kadisa tulajdona |
| למ' הק' |  | |
| עבדי קדוש יעקב בני אברהם סעדוה בכל כח מעשיהם חסד כלהם ומי נדיב יזכרה כנדבה קיימת כי הזקנים דבר עם החכמה באמת רק החסד למתים הוא חסד של אמת |  | Szent az én szolgám, Jákób. Ábrahám fiai cselekedeteikkel és kegyes életükkel fenntartották közösségünket. Nyújtsanak jőtevőink adományokat folyamatosan, mert csak az öregek bölcsek és a holtak megtartása az emlékezetben az egyetlen igaz erény. |
| למ' הנ' |  | |

A bal oldali tábla (zárósora jiddis nyelvű):
| שייך לחברה קדישא דק"ק פאפא |  | A pápai szent egyházközség Chevra Kadisájának tulajdona. |
| ציון האבן הלזה מוסד לפתח עליו בעט ברזל יום מיתת הגאונים רבני קהילתנו ז"ל גם יום מיתת התמימים אשר נדבה רוחם אותם להשאיר ברכה לקרן קימת ולהעלות עליו נר זכרון לפני ה' תמיד למען לא ימוש זכרונם הטוב מקרבנו עד עולם |  | Ez a kőtábla azért állíttatott, hogy közösségünk áldott emlékű tudós rabbijai halálának napja vastollal felírassék rá, akárcsak azon istenfélők halálának napja, akik áldásos adományaikkal erős alapítványt tettek, hogy mindig égjen az emlékezés gyertyája, így áldott emlékük velünk maradjon örökké. |
| ין זעעלען ענגעלריין, מאהנע דיעזער שטיין |  | Nincs angyali tiszta lélek e kő nélkül. |

## Külső hivatkozások
- Zsinagóga.lap.hu - linkgyűjtemény